# Verwaltungsgemeinschaft Schalkau
In der Verwaltungsgemeinschaft Schalkau im heutigen thüringischen Landkreis Sonneberg hatten sich Schalkau und Bachfeld zur Erledigung ihrer Verwaltungsgeschäfte zusammengeschlossen.

## Geschichte
Die Verwaltungsgemeinschaft wurde am 21. Juni 1991 gegründet und bestand bis zum 31. Mai 1995, als Schalkau erfüllende Gemeinde für Bachfeld wurde.
Am 31. Dezember 1994 betrug die Einwohnerzahl 4278.